# Centro de Exhibiciones Marinas de Punta Culebra
El Centro de Exhibiciones Marinas Punta Culebra es un centro recreativo ubicado en la ciudad de Panamá, en una de las islas unidas por la Calzada de Amador. Es administrado por el Instituto Smithsonian de Investigaciones Tropicales y tiene como objetivo la promoción del conocimiento sobre la biodiversidad de los trópicos y su conservación. El centro cuenta con un museo en el que se presentan exposiciones relativas a la biología marina y a los ecosistemas tropicales. Mantiene además varios acuarios y un sendero natural a una franja de bosque seco tropical.